# Uno, due, tre, stella! (film)
Uno, due, tre, stella! (Un, deux, trois, soleil!) è un film del 1993 diretto da Bertrand Blier.

## Riconoscimenti
- Coppa Volpi, 1993: miglior attore non protagonista, Marcello Mastroianni
- Premio UNICEF Venezia, 1993.
- Osella d'oro: miglior colonna sonora, Cheb Khaled